# Macao en los Juegos Paralímpicos de Atenas 2004
Macao estuvo representado en los Juegos Paralímpicos de Atenas 2004 por un deportista masculino. El equipo paralímpico no obtuvo ninguna medalla en estos Juegos.